# شعر دریا
شعر دریا (روسی: Поэма о море) فیلمی روسی به کارگردانی یولیا سولنتسوا است که در سال ۱۹۵۸ منتشر شد. از بازیگران آن می‌توان به لئونید پارخامنکو و بوریس آندریف اشاره کرد.